# Bonnetia kathleenae
Bonnetia kathleenae là một loài thực vật có hoa thuộc họ Clusiaceae.
Loài này chỉ có ở Venezuela.